# Ameles assoi
Ameles assoi es una especie de mantis de la familia Mantidae.

## Distribución geográfica
Se encuentra en Marruecos, Túnez y la península ibérica (España).